# Bulbophyllum crassissimum
Bulbophyllum crassissimum là một loài phong lan thuộc chi Bulbophyllum.